# دانة صخرية
الدانة  الصخرية أو الغصة الصخرية (باللاتينية: Ballota saxatilis) نوع نباتي يتبع جنس الدانة من الفصيلة الشفوية من رتبة الشفويات.

## البيئة والانتشار
موطنها بلاد الشام وسيناء وتركيا.